# Kruis van M. R. Štefánik

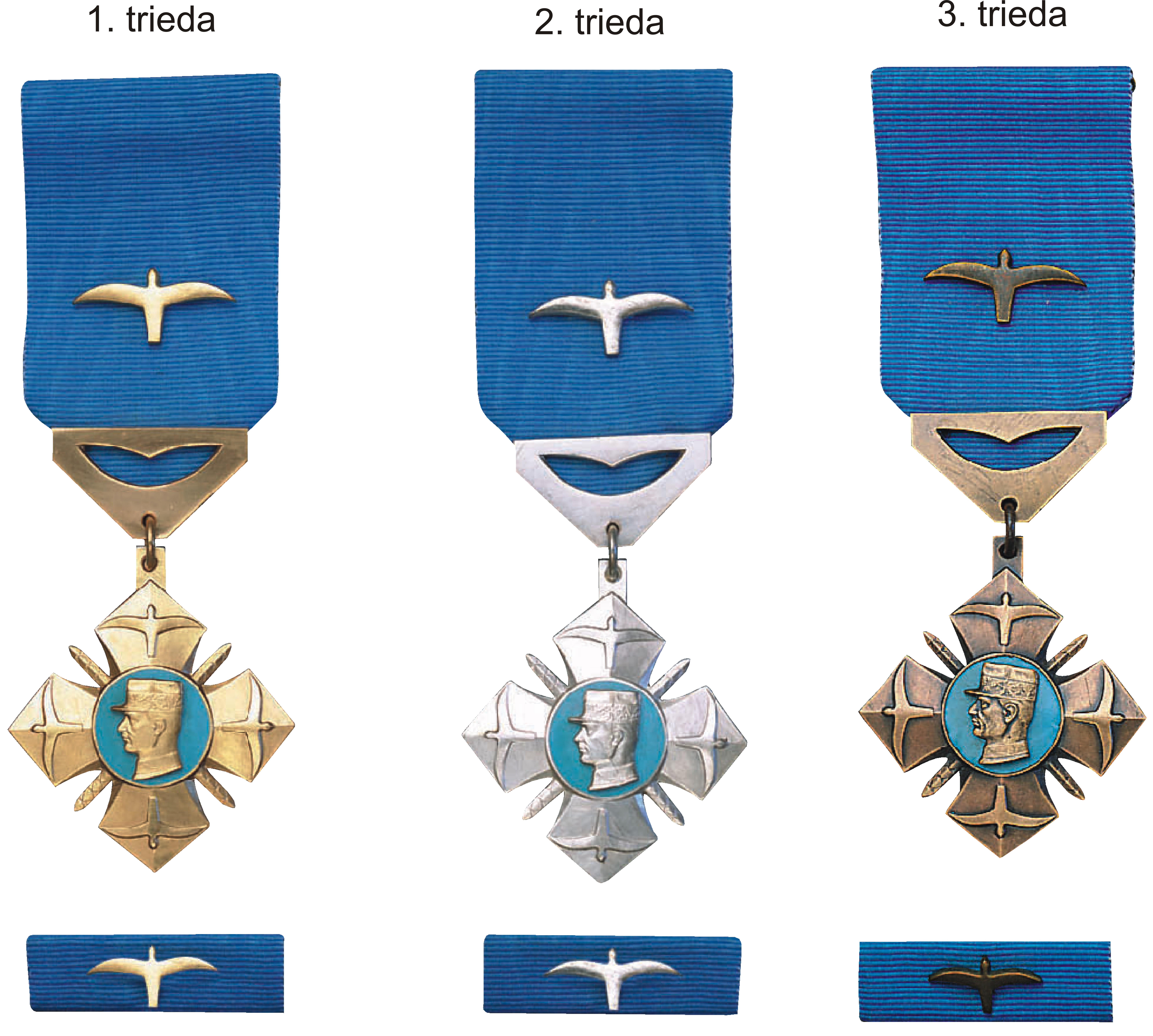
Kruis van M. R. Štefánik

Het Kruis van M.R. Štefánik (Slowaaks: "Kríž Milana Rastislava Štefánika") is een moderne, in 1994 ingestelde,  onderscheiding van Slowakije. De orde is naar de Slowaakse jachtvlieger Milan Rastislav Štefánik genoemd. 
Het Kruis van Pribina (Pribinov kríž) en het Kruis van M. R. Štefánik zijn met hun grootlinten en commandeurslinten ridderorden in alles behalve de naam.